# Nettastoma
Nettastoma – rodzaj ryb promieniopłetwych z rodziny Nettastomatidae.

## Rozmieszczenie geograficzne
Do rodzaju należą gatunki występujące w wodach zachodniego i wschodniego Oceanu Atlantyckiego, Oceanu Indyjskiego oraz południowo-wschodniego i zachodniego Oceanu Spokojnego.

## Morfologia
Długość ciała do 82 cm; masa ciała (największa opublikowana) 255,5 g.

## Systematyka
Rodzaj zdefiniował w 1810 roku francusko-amerykański przyrodnik Constantine Samuel Rafinesque w publikacji własnego autorstwa poświęconej charakterystyce nowych rodzajów sycylijskich zwierząt i roślin. Gatunkiem typowym jest (oznaczenie monotypowe) N. melanura.

### Etymologia
- Nettastoma: gr. νηττα nētta ‘kaczka’; στομα stoma, στοματος stomatos ‘usta’[8].
- Hyoprorus: gr. ὑoπρωρoς uoprōros ‘świńskodzioby’[2], od ὑς hus, ὑος huos ‘świnia, wieprz’[9]; πρωρα prōra ‘dziób, przód’[10]. Gatunek typowy (oznaczenie monotypowe): Hyoprorus messanensis Kölliker, 1853 (= Nettastoma melanura Rafinesque, 1810).
- Metopomycter: gr. μετωπον metōpon ‘czoło’, od μετα meta ‘pomiędzy’; ωψ ōps, ωπος ōpos ‘oko’[11]; μυκτηρ muktēr, μυκτηρος muktēros ‘pysk, nos’, od μυκτεριζω mukterizō ‘kręcić nosem’[12]. Gatunek typowy (oryginalne oznaczenie (również monotypowe)): Metopomycter denticulatus Gilbert, 1905 (= Nettastoma parviceps Günther, 1877).
- Muraenosaurus: łac. muraena ‘murena’, od gr. μυραινα muraina ‘murena’[13]; σαυρος sauros ‘jaszczurka’[14]. Gatunek typowy (oznaczenie monotypowe): Muraenosaurus guentheri Osório, 1909 (= Nettastoma melanura Rafinesque, 1810).
- Osorina: Balthazar Osório (1855–1926), portugalski ichtiolog i karcynolog[5].

### Podział systematyczny
Do rodzaju należą następujące gatunki:
- Nettastoma falcinaris Parin & Karmovskaya, 1985
- Nettastoma melanura Rafinesque, 1810
- Nettastoma parviceps Günther, 1877
- Nettastoma solitarium Castle & Smith, 1981
- Nettastoma syntresis Smith & Böhlke, 1981